# Tun Inter
Tun Inter és una companyia aèria tunisiana que fa vols interiors entre l'aeroport Internacional de Tunis i l'aeroport Internacional de Djerba entre set i vuit vegades al dia; també fa un vol de Tunis a Sfax dos dies a la setmana i un dia dues vegades i alguns vols a Tozeur. Internacionalment està representada per Tunisair.